# Манучар III Джакели
Манучар III Джакели (1591—1625) — атабаг Самцхе-Саатабаго в 1614—1625 гг., сын Манучара II. Во время нахождения Манучара II в Иране, шах Аббас I признал Манучара III правителем Самцхе-Саатабаго. В 1608 году, после очередного захвата Ахалцихе османами, Манучар III перешёл в Картлийское царство. В 1614 году, после смерти отца, завладел троном. Он пытался остановить процесс омусульманивания месхетинских феодалов. Недовольный политикой Манучара арзрумский паша в 1624 году устроил поход в Самцхе-Саатабаго. Манучар с малочисленным месхетинским отрядом перешел в Картли. Здесь он принял участие в марабдинском сражении против персов. После этого султан утвердил за Манучаром титул атабага, сохраняя христианскую веру. На пути в Самцхе был убит дядей — Бека (Сафар-паша).